# Tausend Tonnen Obst
Tausend Tonnen Obst war eine Punkband aus der DDR. Sie wurde 1988 in Ost-Berlin gegründet und gehörte zu den sogenannten anderen Bands, also der zunächst staatlicher Repression ausgesetzten, später zunehmend tolerierten alternativen Musikszene der DDR.
Die Band bestand in der Erstbesetzung aus Ulf Baum, Kurt Schimmelpfennig, Falk Deiß und Reiner Morgenroth. Weitere Mitglieder in wechselnden Besetzungen waren Frank Tetz (vorher Sänger bei Hard Pop), Stefan Schwalbe, Frank Poddig, Uwe Mikelowsky, Andreas Klix, Mike Lebinsky und Kay Lutter. Die Band löste sich 1995 auf.
Zu DDR-Zeiten waren ihnen zwar Liveauftritte und Demoaufnahmen möglich, aber keine staatlich abgesegneten Rundfunk- oder Amiga-Produktionen. Ihre einzigen offiziellen Veröffentlichungen erschienen nach der Wende beim AMIGA-Nachfolgelabel Zong.
Aus Anlass des 50. Geburtstages vom Knaack-Club kam es 2002 zu einer einmaligen REUNION von Tausend Tonnen Obst bei einem Doppelkonzert mit In Extremo.

## Diskografie
- Tausend Tonnen Obst LP/CD/MC (Zong/Deutsche Schallplatten GmbH, 1991)
- Dirty Chickens/Gerd-Ruth EP (Zong/Deutsche Schallplatten GmbH, 1991)
- Live in concert, "Hanseat" Salzwedel MC (Metropolis Tapes, 1991)
- Die Fruchtlawine rollt MC/CD (Obst-Records, 1993/2002)

Außerdem steuerten sie zum Sampler Celebrating The Eggman - A Tribute To John Lennon (Zong/Deutsche Schallplatten GmbH, 1990) ihre Version von „Drive My Car“ bei.